# Jan Neisingh
Jan Neisingh (Assen, 18 mei 1880 – Katwijk aan Zee, 21 december 1969) was een Nederlands architect. 

## Leven en werk
Hij werd geboren als zoon van de timmerman Douwe Neisingh (1854-1937) en Seighien Alvingh (1857-1919). In 1916 vestigde hij zich als zelfstandig architect in Assen. Vanaf 1920 was Neisingh werkzaam bij de gemeentewerken van Leiden. Neisingh werkt daar eerst als bouwkundig hoofdambtenaar, later werd hij 'Architect van Gemeentewerken'. Hij heeft het voormalige Bureau van Politie aan de Zonneveldstraat in Leiden ontworpen en een groot aantal scholen, onder andere het Stedelijk Gymnasium aan de Fruinlaan en het Gemeentelijk Gymnasium Hilversum.

## Enkele werken
| Jaartal   | Locatie                                     | Omschrijving               | Status                               | Afbeelding |
| --------- | ------------------------------------------- | -------------------------- | ------------------------------------ | ---------- |
| 1915-1916 | Assen, Bosstraat 55 en Beilerstraat 157-159 | Blok van drie woonhuizen   | Gemeentelijk monument                |            |
| 1918      | Assen, Weth. Buningstraat 31-45, 34-48      | 16 arbeiderswoningen       | Gemeentelijk monument (gedeeltelijk) |            |
| 1917      | Sleen, Menso Altingstraat 21                | Burgemeesterswoning        | Rijksmonument                        |            |
| 1918      | Rolde, Hoofdstraat 11                       | Gemeentehuis               | Rijksmonument                        |            |
| 1918      | Assen, Oosterhoutstraat                     | 12 middenstandswoningen    | Gesloopt                             |            |
| 1920      | Assen, Wilhelminastraat 8                   | Woonhuis                   |                                      |            |
| 1927      | Leiden, Zonneveldstraat 10                  | Politiebureau              | Rijksmonument                        |            |
| 1938      | Leiden, Fruinlaan 15                        | Stedelijk Gymnasium Leiden | Gemeentelijk monument                |            |

1. ↑  Burgerlijke stand Assen, geboorten 1880, akte nr. 117
2. ↑  Buurt met karakter, Assen Oud-zuid en haar bewoners, M. Gerding (red.) pag. 54
3. ↑  Aanbesteding, Provinciale Drentsche en Asser Courant, 05-03-1918
4. ↑  Menso Altingstraat 21, 7841 CA te Sleen | Rijksdienst voor het Cultureel Erfgoed. monumentenregister.cultureelerfgoed.nl. Geraadpleegd op 21 december 2024.
5. ↑  RM-482933
6. ↑  Aanbesteding, Nieuwsblad van het Noorden, 17-07-1918
7. ↑  Buurt met karakter, Assen Oud-zuid en haar bewoners, M. Gerding (red.) pag. 120
8. ↑  monument nr. 662